# Lituaria australasiae
Lituaria australasiae is een Pennatulaceasoort uit de familie van de Veretillidae. De wetenschappelijke naam van de soort is voor het eerst geldig gepubliceerd in 1860 door Gray.